# مقاطعة روثرفورد (تينيسي)
مقاطعة روثرفورد هي مقاطعة في تينيسي، بلغ عدد سكانها 262٬604  نسمة، في 2010، عاصمتها مورفريسبورو (الولايات المتحدة الأمريكية)، تبلغ مساحتها 1٬616 كيلومتر مربع.

## الموقع
تشترك في الحدود مع:
- مقاطعة ويلسون (تينيسي)
- مقاطعة كوفي
- مقاطعة ديفيدسون
- مقاطعة كانون
- مقاطعة بيدفورد
- مقاطعة مارشال (تينيسي)
- مقاطعة ويليامسون (تينيسي).

## التقسيمات الإدارية
- مورفريسبورو (الولايات المتحدة الأمريكية).

## أعلام
- بنجامين مككولوك
- جيمس د. ريتشاردسون
- جوزيف بي. بالمر
- سيمبسون هاريس مورغان
- سام ديفيس